# Onthophagus perpilosus
Onthophagus perpilosus är en skalbaggsart som beskrevs av Macleay 1871. Onthophagus perpilosus ingår i släktet Onthophagus och familjen bladhorningar. Inga underarter finns listade i Catalogue of Life.